# Fernando Karadima
Fernando Salvador Miguel Karadima Fariña (Antofagasta, 6 de agosto de 1930-Lo Barnechea, 25 de julio de 2021), más conocido como Fernando Karadima, fue un sacerdote católico chileno, expulsado del sacerdocio por el papa Francisco el 27 de septiembre de 2018.
En 2010, se dio a conocer ante la opinión pública la existencia de una serie de denuncias en su contra por abusos sexuales. El proceso civil, que había sido inicialmente archivado, fue reabierto luego de que en el proceso canónico paralelo, entregado el 16 de enero de 2011, fuera declarado culpable de abusos sexuales contra menores por violencia y abuso de su potestad eclesiástica.
El 21 de junio de 2011, la Santa Sede rechazó la última apelación de Karadima, confirmando su culpabilidad. Se confirmaron los cargos de pedofilia y efebofilia. El arzobispo de Santiago, Ricardo Ezzati, dio a conocer la resolución de la Santa Sede, la que confirmó la condena establecida el 18 de febrero, que lo consideró culpable de abusos sexuales y psicológicos reiterados.

## Biografía

### Familia y estudios
Sus padres fueron Jorge Karadima Angulo, nacido en Antofagasta e hijo de un inmigrante griego, y de Elena Fariña Amengual (1908-1997). Tenía tres hermanos y cuatro hermanas. Estudió en el Instituto Alonso de Ercilla de los Hermanos Maristas y después de la muerte de su padre debió trabajar como cajero en el Banco Sudamericano.

### Vida religiosa
Desde temprana edad estuvo vinculado a la parroquia del Sagrado Corazón de Jesús de Providencia. A fines de los años 1940, participó como seminarista en la Acción Católica de Jóvenes de la Iglesia del Bosque, cuyo director nacional era Alberto Hurtado. De este grupo de jóvenes surgieron varias vocaciones al sacerdocio, la mayoría entraron a la Compañía de Jesús y otros, como Fernando Karadima, ingresaron al Seminario Pontificio de los Santos Ángeles Custodios, de la Arquidiócesis de Santiago. No obstante, su hermano Óscar Karadima, declaró el 7 de julio de 2011 a la revista Qué Pasa que su hermano Fernando había exagerado la historia de su vínculo con Alberto Hurtado, al que habría conocido sólo de manera lejana.
En 1958, fue ordenado como sacerdote diocesano. Tras esto se quedó en la parroquia del Sagrado Corazón de Jesús, bajo el cuidado de monseñor Alejandro Huneeus Cox, quien le permitió trabajar en esa parroquia.[cita requerida]
En 1985, Fernando Karadima fue nombrado como párroco titular en la parroquia El Bosque de Providencia, lugar en el que trabajó hasta 2006. Desde ese lugar, comenzó a formar a religiosos que llegaban hasta la parroquia por medio de misas y retiro espirituales. Algunos de los formados por Karadima ocupan cargos en la actual jerarquía de la Iglesia chilena. Entre ellos figuran Juan Barros Madrid, obispo castrense de Chile; Andrés Arteaga, obispo auxiliar de Santiago; Horacio Valenzuela Abarca, obispo de Talca; y Tomislav Koljatic Maroevic, obispo de Linares. De ellos, Juan Barros Madrid ha sido acusado por víctimas de Karadima de encubrimiento y complicidad.

### Muerte
En junio de 2021, fue ingresado de urgencia por una afección cardíaca al Hospital Clínico de la Universidad Católica. Sin embargo, no pudo ser internado debido a la falta de camas producto de la pandemia de COVID-19. Posteriormente, se señaló que su ingreso se debió a una agudización de una condición coronaria de base y que se encontraba estable. Pasó sus últimos días en el Hogar San José de las Hermanitas de los Ancianos Desamparados de Lo Barnechea. En ese lugar murió a los 90 años, a las 21:20 horas del 25 de julio de 2021. Su funeral fue llevado a cabo de forma discreta por la congregación San Juan de Dios.

## Casos de abuso sexual

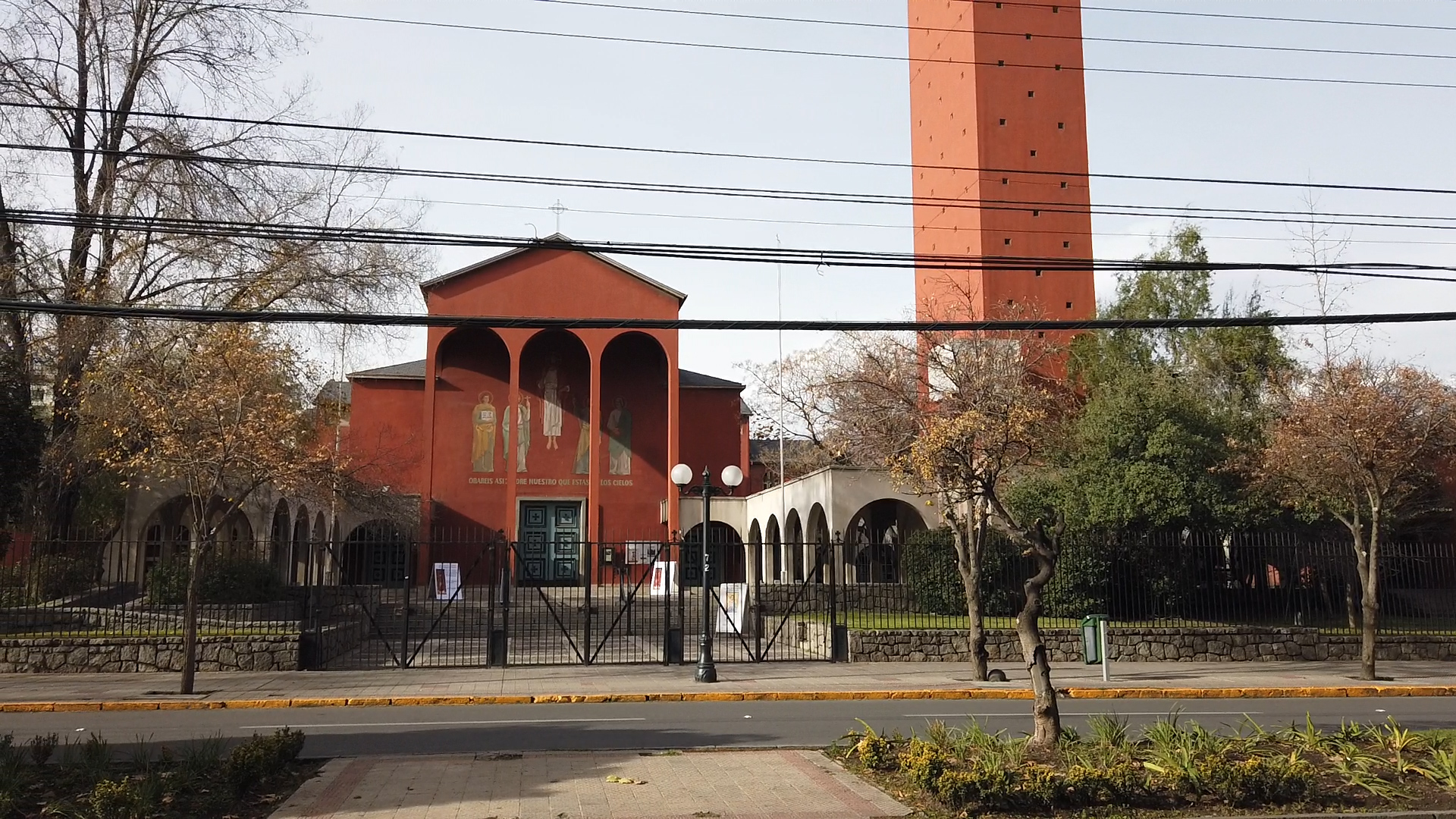
La parroquia Sagrado Corazón de Providencia.

En 2004, algunos feligreses y exsacerdotes de la parroquia El Bosque presentaron denuncias formales contra Fernando Karadima ante la autoridad eclesiástica sobre actos relacionados con abusos, lo que generó un gran revuelo en Chile por sus vínculos políticos y empresariales. Tras varios años de demora, se presentó una denuncia desde Estados Unidos por una organización dedicada a investigar los abusos sacerdotales. Durante varios años, Karadima fue defendido públicamente por políticos como Manuel José Ossandón, fieles de la clase más acomodada del país y altos clérigos de la iglesia chilena, lo que generó que las denuncias no prosperaran. No obstante, se produjo gran revuelo mediático el 26 de abril de 2010 cuando uno de los denunciantes, el médico James Hamilton, relató detalladamente los abusos que sufrió en el programa Informe especial de Televisión Nacional de Chile.
Tras la emisión del programa se efectuó una investigación canónica y Karadima fue declarado culpable de los cargos, lo que generó la reapertura de su juicio criminal en Chile. En noviembre de 2011, la ministra en visita Jéssica González sobreseyó al sacerdote debido a la prescripción de los delitos, pero acreditó las denuncias realizadas en su contra. El 8 de septiembre de 2013, James Hamilton se presentó en el programa Tolerancia cero de Chilevisión e indicó que la denuncia original debió hacerse nuevamente debido a su prescripción y que entonces fue extorsionado por altos prelados para evitar que se presentara.[cita requerida] Finalmente, el 27 de septiembre de 2018, el papa Francisco expulsó del sacerdocio a Karadima.

## Relación con el asesinato del general Schneider
La periodista María Olivia Mönckeberg, en su libro Karadima: El señor de los infiernos, indagó sobre la relación que Fernando Karadima mantenía con Juan Luis Bulnes, que fue condenado por la muerte del general René Schneider, que ocurrió en 1970.

«Protegió a Juan Luis Bulnes, uno de los involucrados en el asesinato del general Schneider, lo metió en la iglesia, lo escondió en el torreón [de la Parroquia de El Bosque]».
James Hamilton a María Olivia Mönckeberg.